# Abdessalam Giallud
ʿAbd al-Salam Jallud (in arabo عبد السلام جلود‎?, ʿAbd al-Salām Jallūd) (Mizda, 15 dicembre 1944) è un politico e militare libico, primo ministro libico dal 16 luglio 1972 al 2 marzo 1977.

## Biografia
ʿAbd al-Salām Jallūd - facente parte della tribù dei Magariha - era un intimo amico di Muʿammar Gheddafi fin da quando frequentavano entrambi le scuole elementari a Sebha. Ammessi entrambi nell'Accademia militare di Bengasi, costituivano il cuore di un gruppo di ufficiali che, sotto la denominazione di "Liberi Ufficiali Unionisti" (in arabo الضباط الوحدويين الأحرار, al-Ḍubbāṭ al-waḥdawiyyīn al-aḥrār, portarono a segno un putsch militare il 1º settembre del 1969 che, deponendo re Idris I, trasformò la monarchia assoluta libica, di stampo religioso, in una repubblica laica e panaraba. Jallūd divenne immediatamente uno dei consiglieri più intimi di Gheddafi e uno dei 12 membri del "Consiglio del comando della rivoluzione" (Majlis qiyāda al-thawra).
Fu anche il responsabile del nascente settore petrolifero libico, riuscendo a imporre un prezzo più alto del petrolio a tutte le imprese che operavano in Libia. Secondo Andrew F. Ensor, che partecipò ai negoziati sui prezzi del petrolio a nome delle sette più grandi compagnie (le "Sette Sorelle"), Jallud posò una pistola sul tavolo per tutta la durata dei negoziati, con l'evidente intento di mostrare la ferrea volontà del suo Paese di non piegarsi ad alcun tipo di pretesa avanzata a proprio vantaggio dalle compagnie..
Nel marzo del 1970, sei mesi dopo il colpo di Stato, Jallud si recò a Pechino nella speranza di acquistare una bomba atomica dietro pagamenti di 100 milioni di dollari, per "metter fine al conflitto israelo-palestinese una buona volta per tutte" ma si urtò col netto rifiuto espressogli dall'allora Primo ministro Zhou Enlai.
Nel maggio del 1974, Jallud volò a Mosca e concluse il primo di una serie di accordi (i più cospicui mai segnati dall'URSS con un Paese non comunista) relativi all'acquisto di armamento sovietico.
Altre missioni in Francia condussero all'acquisto dei modernissimi Dassault Mirage IIIC, di cui era già dotato Israele e che saranno venduti anche al Libano in ossequio alla tradizionale amicizia franco-libanese.
Considerato come un assertore della "linea dura" in Libia, Jallud fu il numero due di Gheddafi per oltre due decenni. Dopo alcuni contrasti con lui, però, Jallud fu allontanato dal potere nell'agosto 1993.
Il 19 agosto del 2011, nel corso della guerra civile in Libia, diversi media hanno affermato che Jallud avrebbe defezionato dallo schieramento di Gheddafi (del quale aveva comunque seguitato a far parte negli ultimi 18 anni, se non altro per la sua personale sicurezza) e che sarebbe partito alla volta dell'Europa.